# Thanin Kraivichien
Thanin Kraivichien (taj. ธานินทร์ กรัยวิเชียร; ur. 5 kwietnia 1927 w Bangkoku, zm. 23 lutego 2025 tamże) – tajski polityk i prawnik pochodzenia chińskiego, 14. premier Taljandii.

## Życiorys
W 1948 ukończył studia na Uniwersytecie Thammasat, gdzie studiował prawo, a w 1953 – London School of Economics. Był sędzią Sądu Najwyższego i działaczem nacjonalistycznego stowarzyszenia buddyjskiego Nawapon. W październiku 1976 wojskowi mianowali go premierem, jednak w tym samym miesiącu następnego roku odsunęli go oni od władzy. Jego gabinet liczył 39 członków.